# Neues Tor (Jerusalem)

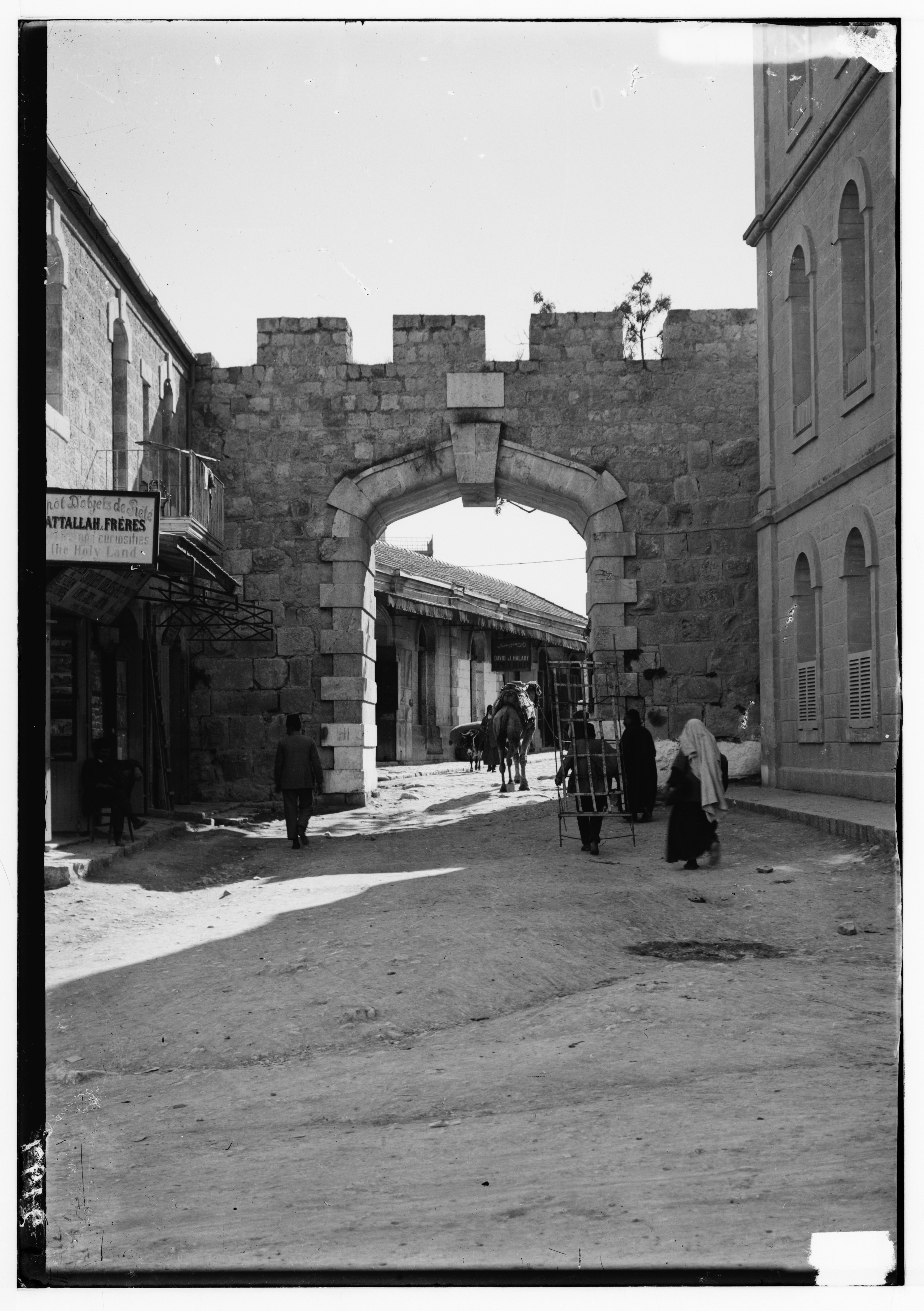
Neues Tor um 1910

Das Neue Tor (hebräisch השער החדש HaSha'ar HeChadash, arabisch الباب الجديد, DMG al-Bāb al-Ǧadīd ‚das neue Tor‘) ist eines der acht Stadttore der Jerusalemer Altstadt. Es befindet sich an der nordwestlichen Ecke des ummauerten Stadtgebiets und ist im Vergleich zu den anderen Toren eher unscheinbar.

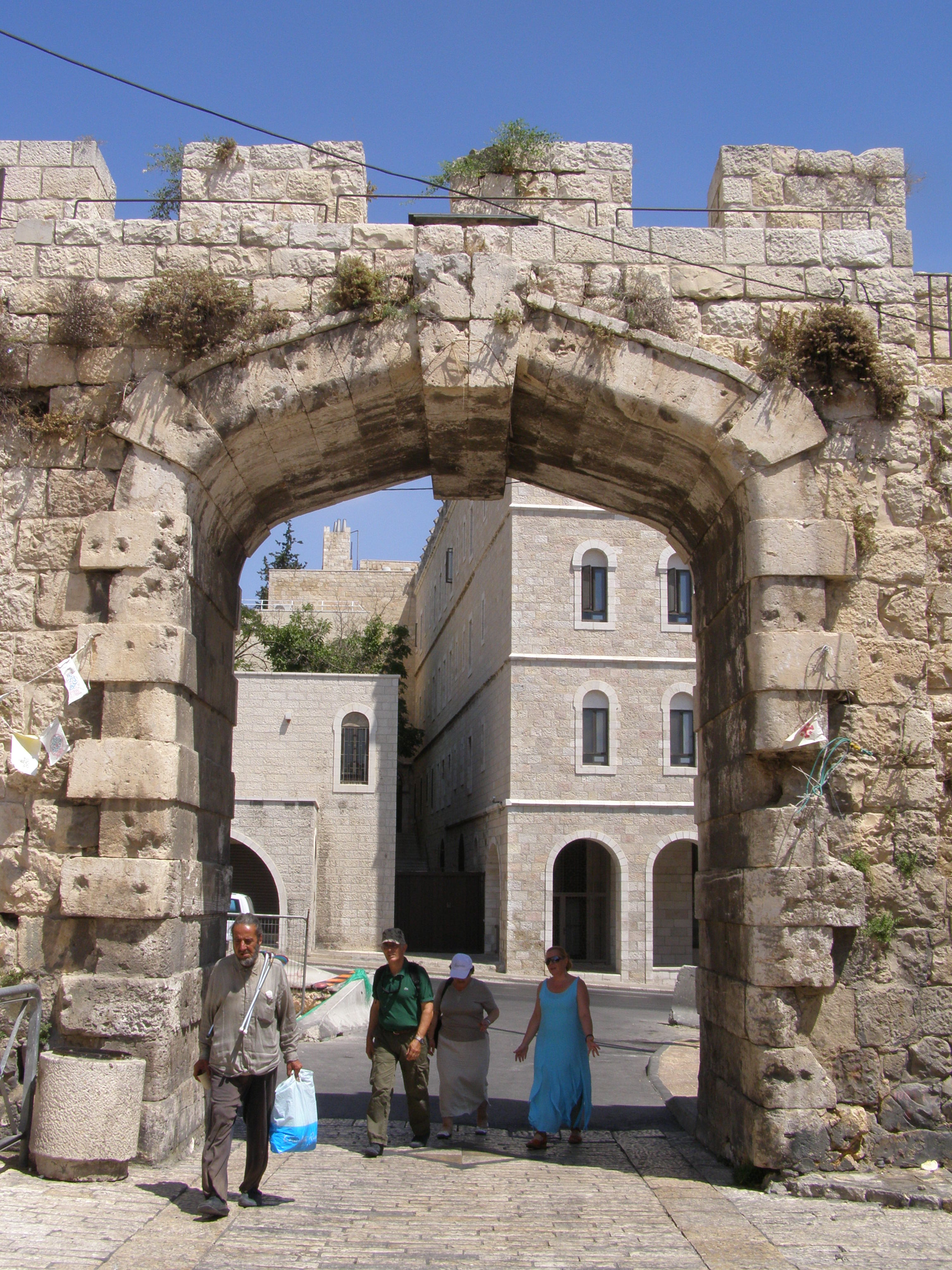
Neues Tor 2009

Der Name Neues Tor bezieht sich auf die Tatsache, dass dieses Tor zur Altstadt erst 1889 eingerichtet wurde, um einen leichteren Zugang vom christlichen Viertel der Altstadt zu neuen christlichen Wohnvierteln vor der Mauer zu ermöglichen. Von der Gründung Israels bis zur Einnahme der Altstadt durch die israelische Armee im Sechstagekrieg war der Durchgang geschlossen.

## Lage
Das Tor ist mit Autos befahrbar, sodass die dahinterliegen römisch-katholischen Einrichtungen erreicht werden können. Dies sind vor allem die Kustodie des Heiligen Landes und die Terra-Sancta-Schule der Franziskaner und das Patriarchat.
Gegenüber dem Tor steht das alte Rathaus, bei dem die Jaffastraße, die Hauptstraße der Neustadt, beginnt. Die Trasse der Stadtbahn Jerusalem führt direkt am Tor vorbei.